# Лизозомне болести складиштења
Лизозомне болести складиштења (акроним ЛБС) спадају у групу од више од 50 ретких болести лизозомског складиштења које настају услед наследне немогућности разградње одређених шећера или масти у телу. Људима са овим поремећајима недостају важни ензими (протеини који убрзавају реакције у телу). Без тих ензима, лизозом није у стању да разгради ове супстанце.
Према томе када особа има један од ових поремећаја, организам не производи ензиме који су му потребни за разградњу ових супстанци на ћелијском нивоу. То доводи до накупљања ових супстанци и развоја лизосомске болести складиштења. Већина поремећаја складиштења лизозома може се развити само када дете наследи абнормални ген од оба родитеља.

## Историја
Теј-Саксова болест је била први од ових поремећаја који је описан 1881. године, а затим Гошеова болест 1882. У касним 1950-им и раним 1960-им, де Дуве сарадници користећи технике фракционирања ћелија, кроз цитолошке студије и биохемијске анализе. окарактерисали су лизозоме као ћелијске органеле одговорне за интрацелуларно варење и рециклажу макромолекула. Ово је био научни пробој који је довео до разумевања физиолошке основе лизозомне болести складиштења. Помпеова болест је била прва болест која је идентификована као лизозомна болест складиштења 1963. године, а Л. Херс је пријавила да је њен узрок недостатак α-глукозидазе. Такође је сугерисала да друге сродне болести, као што је мукополисахаридоза, могу бити узроковане недостатком ензима.

## Епидемиологија
Свака болест складиштења лизосома је прилично ретка, јер појединачно, лизозомне болести складиштења се јављају са инциденцијама мањим од 1/ 100.000. Међутим, као група болести, инциденција је око 1/5000 - 1/10000,  јер постоји толико различитих врста, да када се саберу све инциденце, ово је прилично често здравствено стање. 
Тренутно се један од 8.000 људи роди са неким обликом лизосомске болести складиштења. Међутим, истраживачи верују да је ова цифра можда нижа од стварне стопе учесталости лизосомских болести складиштења, јер су неки пацијенти довољно благо погођени и често остану недијагностиковани.

## Фактори ризика
Обично оба родитеља морају бити носиоци абнормалног гена лизосомске болести за складиштење да би њихова деца била у опасности. Изузетак од тога су Хантеров синдром и Фабријева болест. 
Одређене етничке групе имају већи ризик од развоја одређених болести лизосомског складишта од других (нпр Гошеова болест и Теј-Саксова болест  су далеко заступљеније код људи ашкеназијског јеврејског порекла од остатка популације.

## Етиопатогенеза
Лизозомалне болести складиштења су група од преко 70 ретких наследних метаболичких поремећаја који настају услед недостатака у функцији лизозома. Лизозоми су врећице ензима унутар ћелија које варе велике молекуле и преносе фрагменте у друге делове ћелије ради рециклирања. Овај процес захтева неколико критичних ензима. Ако је један од ових ензима неисправан услед мутације, велики молекули се акумулирају у ћелији и на крају је убијају.
Поремећаји лизозомалног складиштења су узроковани лизозомском дисфункцијом обично као резултат недостатка ензима потребног за метаболизам липида, гликопротеина (протеина који садрже шећер) или мукополисахарида. 
Већина ових поремећаја се наслеђује аутозомно рецесивно, као што је Ниман Пикеова  болест, тип Ц, али неки су и рецесивно повезани са Х, као што су Фабријева болест и Хантеров синдром.
Лизозом се обично назива ћелијским рециклажним центром јер прерађује нежељени материјал у супстанце које ћелија може да користи. Лизозоми разграђују ову нежељену супстанцу уз помоћ ензима, високо специјализованих протеина неопходних за преживљавање. Лизозомални поремећаји се обично покрећу када одређени ензим постоји у недовољним количинама или потпуно недостаје. Када се то догоди, супстанце се акумулирају у ћелији. Другим речима, када лизозом не функционише нормално, вишак производа намењен разградњи и рециклирању се складишти у ћелији.
Као и код других генетских поремећаја, појединци наслеђују складишне лизозомске болести од својих родитеља. Иако је сваки поремећај резултат различитих генских мутација које се претварају у недостатак ензимске активности, сви они деле заједничку биохемијску карактеристику – сви лизозомални поремећаји потичу од абнормалне акумулације супстанци унутар лизозома.
Лизозомалне болести складиштења углавном погађа децу, која често умиру у младости, многа у року од неколико месеци или година након рођења.

## Класификација
Време почетка (старост болесника) и клиничке манифестације могу увелико варирати међу пацијентима са датом лизозомском болешћу складиштења, а пријављена је значајна фенотипска хетерогеност између чланова породице који носе идентичне мутације. 
Лизозомалне болести складиштења се генерално класификују према акумулираном супстрату и укључују:

### Болест складиштења гликогена тип 2
Болест складиштења гликогена тип 2  или недостатак киселе алфа-глукозидазе (киселине малтазе), је наследни поремећај метаболизма гликогена који је резултат дефектне активности лизозомалног ензима алфа-глукозидазе у ткивима оболелих појединаца. Заузврат, овај дефект доводи до интрализозомалне акумулације гликогена нормалне структуре у бројним ткивима. 

### Мукополисахаридозе
Мукополисахаридозе  које карактерише накупљање различитих продуката у ткивима због недостатка лизосомских ензима који учествују у разградњи гликозаминогликана (ГАГ). 

### Муколипидозе
Муколипидозе група наследних метаболичких болести које утичу на способност тела да обавља нормалан промет различитих материјала унутар ћелија. Код муколипидоза, абнормалне количине угљених хидрата и масних материјала (липида) се акумулирају у ћелијама. 

### Олигосахаридозе
Олигосахаридозе  су група лизозомалних болести, које се називају и гликопротеинозе, биохемијски oкарактерисанe складиштењем олигосахарида везаних за протеине унутар лизозома и излучивањем одговарајућих шећера урином. Складиштење олигосахарида је резултат одсуства или дефектне функције специфичног лизозомалног ензима. Класификација укључује:
- α и β манносидозу,

- фукозидозу, сијалидозу типа 1 и 2,
- Шиндлерову болест и
- аспартилгликозаминурију.

Галактозијалидоза коју карактерише недостатак β-галактозидазе и α-неураминидазе са присуством олигосахарида у урину пацијената је укључена међу олигосахаридозе, али се може боље класификовати као болест дефекта заштите лизозома ензима у односу на њен примарни дефект протеина А-протепсина.
Клинички спектар болести увелико варира, као што је уобичајено код поремећаја лизозомског складиштења. Пацијенти често имају неуролошке симптоме, али у ретким случајевима симптоми у одраслом добу могу бити веома суптилни. Психијатријске презентације су описане код одраслих. За одрасле случајеве, третмани нису доступни осим подршке.

### Липидозе
Липидозе су генетске болести узроковане недостатком ензима, који резултишу ћелијску акумулацију липида. Ове абнормалне ћелије инфилтрирају ткива, укључујући коштану срж, што доводи до њихове дисфункције. Гошеова болест (ГД) је најчешћа лизозомална болест складиштења (ЛСД) и липидоза. Фабријева болест (ФД) је Х-везана рецесивна болест. Заједно, ГД и ФД чине 20% ЛСД-а.
Неспецифичне промене костију се откривају уз помоћ радиографије, међутим, МРИ је најкориснији модалитет за процену захватања кости и коштане сржи. МРИ се такође може користити за откривање одговора на лечење. Ензимска супституциона терапија (ЕРТ) је примарни третман за Гошеову болест.

### Сфинголипидозе
Сфинголипидозе  су лизозомалне болести које карактеришу мутације у генима који кодирају лизозомалне хидролазе или протеине активатора укључене у интрализозомалну деградацију сфинголипида . Због функционалног значаја сфинголипида који се налазе у мембранама, сфинголипидозе пре свега утичу на нервни систем. Дакле, сфинголипидозе су углавном, мада не искључиво (нпр  Гошеова болест тип 1), неуролошке болести.

### Лизозомалне транспортне болести
Лизозомалне транспортне болести су групи лизозомалних болести складиштења, чији поремећаји транспорта заузимају посебно место јер представљају ретке примере урођених поремећаја метаболизма узрокованих дефектом транспортера интрацелуларне мембране.
Конкретно, два поремећаја су узрокована доказаним дефектом у транспорту метаболита посредован  носиоцем: 
- цистиноза (недостатак цистинског транспортера),  чије клиничке карактеристике укључују нефропатију (најчешћи наследни узрок бубрежног Фанконијевог синдрома), низак раст, миопатију, кристале рожњаче и могућу неуродегенерацију у одраслом добу.[12]

- група поремећаја складиштења сијаличне киселине (недостатак транспортера сијаличне киселине),  чије клинички карактеристике укључују хипотонију, спастичност, атаксију, интелектуалну онеспособљеност, заостајање у расту и епилепсију. Чешћи је у финској популацији због ефекта оснивача. Може се открити анализом нивоа слободне сијаличне киселине у мокраћи.[12]

Недавна идентификација мутација гена за оба поремећаја ће побољшати дијагнозу пацијената и расветлити нове физиолошке механизме интрацелуларне трговине.
| Лизозомалне болести складиштења обухватају следећу групу ретких наследних метаболичких болести:            | Лизозомалне болести складиштења обухватају следећу групу ретких наследних метаболичких болести: | Лизозомалне болести складиштења обухватају следећу групу ретких наследних метаболичких болести: | Лизозомалне болести складиштења обухватају следећу групу ретких наследних метаболичких болести: |
| Болест | Хромозом (ген)                                                                                  | Дефицит ензима                                                                                  | Акумулирајуће подлоге                                                                           |
| --- | ----------------------------------------------------------------------------------------------- | ----------------------------------------------------------------------------------------------- | ----------------------------------------------------------------------------------------------- |
| ГМ 1 ганглиозидоза                                                                                         | 3q21,3 (GLB1)                                                                                   | β-галактозидаза                                                                                 | GM1 ганглиозид, гликопротеини, кератан сулфат.                                                  |
| Теј-Саксова болест са варијантама, ГМ2 ганглиозидоза                                                       | 15q23-24 (HEXA)                                                                                 | β-хексосаминидаза А [ен]                                                                        | Ганглиозид ГМ 2                                                                                 |
| Сандхофов синдром, ГМ2 ганглиозидоза                                                                       | 5q13 (HEXB)                                                                                     | β-хексосаминидаза А и Б                                                                         | Ганглиозид ГМ 2 , глобозид                                                                      |
| Крабеова болест , галактозилцерамидна липидоза                                                             | 14q31 (ГАЛЦ)                                                                                    | Галактозилцерамид-β-галактозидаза                                                               | Повећан однос галактосецереброзида / сулфата                                                    |
| Метахромна леукодистрофија , сулфатидна липидоза                                                           | 22q13.3 (АРСА)                                                                                  | Арилсулфатаза А ( цереброзид сулфатаза )                                                        | Галактозилсулфатиди                                                                             |
| Недостатак протеинског активатора разградње сфинголипида 1, Ниман—Пикова болест, сфингомијелинска липидоза | 11q15,4-п15,1 (СМПД1) 18q11-к12 (НПЦ1) 14 24,3 (НПЦ2)                                           | Сфингомијелиназа (?) Код неких пацијената, специфични изоензими                                 | Сфингомијелин                                                                                   |
| Гошеова болест, глукозилцерамидна липидоза                                                                 | 1q22 (ГБА)                                                                                      | β-глукоцереброзидаза                                                                            | Глуцосилцерамиде                                                                                |
| Фабријева болест, трихексозилцерадоза                                                                      | Xq22 (ГЛА)                                                                                      | α-галактозидаза А                                                                               | Трихексозилцерамид                                                                              |
| Недостатак киселе липазе (Волманова болест)                                                                | 10q23.2-23.3 (ЛИПА)                                                                             | кисела липаза                                                                                   | Естри холестерола , триглицериди                                                                |
| Фарберова болест, недостатак церамидазе                                                                    | 8122-q21.3 (АСАХ) (АСАХ1)                                                                       | Церамидасе                                                                                      | Церамиде                                                                                        |
| Помпеова болест, гликогеноза типа 2                                                                        | 17q25.2-3 (ГАА)                                                                                 | кисела малтаза                                                                                  | Гликоген                                                                                        |
| Недостатак киселе фосфатазе                                                                                | 11q11.2 (АЦП2 )                                                                                 | Кисела фосфатаза                                                                                | (?)                                                                                             |
| Фукозидоза                                                                                                 | 1q34 (ФУЦА1)                                                                                    | α-фукозидаза [ен]                                                                               | Гликопептиди , гликолипиди , олигосахариди                                                      |
| α-манозидоза                                                                                               | 19cen-q12 (МАН2Б1)                                                                              | α-манозидаза [ен]                                                                               | Олигосахариди                                                                                   |
| β-манозидоза                                                                                               | 4q22 -к25 (МАНБА)                                                                               | β-манозидаза [ен]                                                                               | Олигосахариди                                                                                   |
| Аспартилглукозаминурија                                                                                    | 4q34,3 (АГА)                                                                                    | аспартилглукозаминамидаза [ен]                                                                  | Аспартилглукозамин , гликопептиди                                                               |
| Мукополисахаридоза 1Х и 1С                                                                                 | 4q16.3                                                                                          | α-Л- идуронидаза [ен]                                                                           | Дерматан сулфат , хепаран сулфат [ен]                                                           |
| Хунтерова болест, мукополисахаридоза 2                                                                     | Xq27.3-28                                                                                       | идуроносулфатаза                                                                                | Дерматан сулфат , хепаран сулфат                                                                |
| Санфилипо А синдром, мукополисахаридоза 3А                                                                 | 17q25.3                                                                                         | Хепаран-Н-сулфатаза ( сулфамидаза )                                                             | Хепаран сулфат                                                                                  |
| Санфилипов синдром Б, мукополисахаридоза 3Б                                                                | 17q1 _                                                                                          | Н-ацетил-α-глукозаминидаза                                                                      | Хепаран сулфат                                                                                  |
| Санфилипов синдром Ц, мукополисахаридоза 3Ц                                                                | 8q11.1                                                                                          | Ацетил-ЦоА : α-глукозаминид-Н-ацетилтрансфераза                                                 | Хепаран сулфат                                                                                  |
| Санфилипов синдром Д, мукополисахаридоза 3Д                                                                | 12q14 _                                                                                         | Н-ацетилглукозамин-6-сулфат сулфатаза                                                           | Хепаран сулфат                                                                                  |
| Моркиов синдром, мукополисахаридоза ИВ                                                                     | 16q24.3                                                                                         | Н-ацетилгалактозамин-6-сулфат сулфатаза                                                         | Кератан сулфат                                                                                  |
| Марото-Лами мукополисахаридозни синдром 4                                                                  | 5q11-13 (АРСБ)                                                                                  | Н-ацетилхексосамин-4-сулфат сулфатаза (арилсулфатаза Б)                                         | Дерматан сулфат                                                                                 |
| Недостатак β-глукуронидазе , мукополисахаридоза ВИИ                                                        | 7q21.1-11                                                                                       | β-глукуронидаза                                                                                 | Дерматан сулфат хепаран сулфат (?)                                                              |
| Вишеструки недостатак сулфатазе                                                                            | 3q26 (СУМФ1)                                                                                    | Арилсулфатазе А, Б и Ц, друге сулфатазе [ен]                                                    | Сулфатиди, мукополисахариди                                                                     |
| Сиалидоза (муколипидоза 1)                                                                                 | 6q21.3                                                                                          | Гликопротеин неураминидаза (сијалидаза)                                                         | Сиалилолигосахариди                                                                             |
| I-ћелијска болест (муколипидоза II)                                                                        | 12q23.3 (GNPTAB)                                                                                | УДF-Н-ацетилглукозамин-(GlcNAc): гликопротеин-GlcNaCI-фосфотрансфераза                          | Гликопротеини , гликолипиди                                                                     |
| Гурлерова псеудополидистрофија (муколипидоза III)                                                          | 12q23.3 (GNPTAB)                                                                                | УДП-Н-ацетилглукозамин-(ГлцНАц): гликопротеин-ГлцНаЦИ-фосфотрансфераза                          | Гликопротеини , гликолипиди                                                                     |
| Сијалолипидоза ( муколипидоза IV)                                                                          | 19q13.3-q13.2 (MNCOLN1)                                                                         | муколипин-1 (муколипин-1)                                                                       | Гликопротеини , гликолипиди                                                                     |
| Цистиноза                                                                                                  | 17q13 (CTNS)                                                                                    | транспортер цистина (eнгл. Cystin-Transporter)                                                  | цистин                                                                                          |
| Воштана липофусциноза неурона                                                                              |                                                                                                 |                                                                                                 |                                                                                                 |
| тип 1 | 1q32 (CLN1)                                                                                     | Палмитоил-тио- естераза                                                                         | " восак ", " липофусцин "                                                                       |
| тип 2 | 11q15,5 (TPP1)                                                                                  | Трипептидил пептидаза 1                                                                         | " восак ", " липофусцин "                                                                       |
| тип 3 | 16q12.1 (CLN3)                                                                                  | (?)                                                                                             | " восак ", " липофусцин "                                                                       |
| тип 4 | ((CLN5), DNAJC5)                                                                                | (?)                                                                                             | " восак ", " липофусцин "                                                                       |
| тип 5 | 13q21.1 -к32 (CLN5)                                                                             | (?)                                                                                             | " восак ", " липофусцин "                                                                       |
| тип 6 | 15q21 -к23 (CLN6)                                                                               | (?)                                                                                             | " восак ", " липофусцин "                                                                       |
| тип 7 | 4q28.1 -к28.2 (MFSD8)                                                                           | (?)                                                                                             | " восак ", " липофусцин "                                                                       |
| тип 8 | 8q23 (CLN8)                                                                                     | (?)                                                                                             | " восак ", " липофусцин "                                                                       |
| тип 9 | (?)                                                                                             | дихидроцерамид синтаза                                                                          | " восак ", " липофусцин "                                                                       |
| тип 10 | 11q15,5 (CTSD)                                                                                  | (?)                                                                                             | " восак ", " липофусцин "                                                                       |

## Клиничка слика
Имајући у виду да су поремећаји лизозомног складиштења прогресивне болести, особа се обично рађа здрава да би се њено стање временом погоршавало. Симптоми могу утицати на различите системе у телу, укључујући кости и зглобове, нервни систем, циркулаторни систем и унутрашње органе.   
Симптоми су обично постепено прогресивни, а не епизодични, као што се дешава код других неурометаболичких поремећаја. Неуролошки симптоми могу укључивати заостајање у развоју, хипотонију, епилепсију (комплексну парцијалну или миоклоничну), периферну неуропатију, интелектуалну неспособност, атаксију и/или спастичност.
Иако дефекти појединачних гена обично доводе до акумулације супстрата, прецизни патофизиолошки механизми који доводе до клиничких симптома нису сасвим јасни. Дистрибуција акумулираног материјала корелира са тим који су органи захваћени. Ћелије мононуклеарног фагоцитног система су посебно богате лизозомима и стога су често погођене лизозомалним болестима складиштења.
Неурони и глија су обично погођени, вероватно због релативног недостатка ћелијске ротације у централном нервном систему, али ипак постоје ненеуронопатски облици болести лизозома. 
Лизозомалне болести складиштења могу довести до тешког неуродегенеративног фенотипа. Идентификовани су блажи (обично каснији или одрасли) фенотипови и генерално су повезани са степеном преостале активности ензима.

## Дијагноза
Констелација дисморфних особина (грубо лице, макроглосија), абнормалности костију (дисостоза мултиплекс), захваћеност срца (аритмија или кардиомегалија), хепатоспленомегалија, офталмолошки знаци (замућење рожњаче или макуларна трешња-црвена мрља) и клиничка сумњива појава код лизозомалне болести складиштења.
Скрининг се може обавити путем радиографије скелета како би се потражили докази мултиплексне дисостозе (видети код многих болести лизозомског складиштења), ултразвуком абдомена да би се идентификовала хепатоспленомегалија и ехокардиографијом за процену захватања срца. Резултати скрининга слуха могу бити абнормални у неким случајевима. Консултације офталмолога могу бити од помоћи у идентификацији замућења рожњаче или трешње-црвене мрље. Брис периферне крви може открити вакуоле белих крвних зрнаца (грануларне, липидне вијуге отиска прста, тела зебре или аутофагне вакуоле) које могу пружити важне дијагностичке трагове. Урин се може прегледати на повећано излучивање олигосахарида (олигосахаридозе) и гликозаминогликана (мукополисахаридозе). Хитотриозидаза у крви (ензимски маркер активације макрофага) може бити повишена.
Дефинитивно тестирање се најефикасније изводи мерењем ензимске активности у референтној лабораторији, обично у периферним белим крвним зрнцима (иако се фибробласти коже такође могу користити или чак неопходни у неким случајевима). За неке поремећаје, активност ензима се може мерити у мрљама крви од осушеног филтер папира, а повремено мерење активности ензима у другим ткивима, као што су мишићи, може бити корисно. Мерење активности ензима у урину ретко је од помоћи, иако излучивање супстрата у урину може пружити корисне информације (погледајте скрининг изнад). У неким случајевима може бити индицирана потврдна анализа ДНК мутације.
Поред тога, доступност секвенцирања следеће генерације (НГС) учинила је рану идентификацију већине ових поремећаја релативно једноставном и брзом. Многи гени су на панелима доступним од разних компанија, а резултати се могу добити у року од неколико недеља. За оне пацијенте са нормалним панелом, секвенцирање целог егзома нуди ширу покривеност и може повећати принос у откривању абнормалности.
Напади су карактеристика неуронских цероидних липофусциноза, ганглиозидоза, сијалидозе типа 2 и Крабеове болести . Електроенцефалограм је пожељан за документовање епилептиформног пражњења јер се спазми изазвани стимулусом често могу погрешно протумачити као напади.
Пажљиво испитивање ретина ће такође помоћи да се уочи присуство вишње-црвене макуле или другог облика макуларне дегенерације.
Даља евалуација укључује биопсију коже за ултраструктурну анализу и ензимске анализе култивисаних фибробласта. У изузетним околностима, неко би могао изабрати да уради биопсију ректума или да уклони слепо црево да би потражио неуронско складиште у ћелијама миентеричних плексуса.

## Терапија
Иако су болести лизосомског складишта неизлечиве, терапија може помоћи у управљању симптомима и успорити напредак стања. Да ли постоји ефикасан третман, зависи од специфичног лизосомског поремећаја. Иако не постоји лек за поремећаје лизозомског складиштења, неколико третмана може помоћи:
- Терапија замене ензима доводи ензим који недостаје кроз вену (ИВ).[15][16]
- Терапија редукције супстрата смањује супстанцу која се накупља у ћелијама. На пример, лек миглустат лечи један облик Гошеове болести.[17]
- Генска терапија једне од ЛБСМиозим један од лекова који се користи за лечење ЛБСТрансплантација матичних ћелија користи дониране ћелије да помогне телу да направи ензим који му недостаје.[18] Иако су лонгитудинални подаци о природној историји ограничени, доступне су објављене смернице које помажу у доношењу одлука у вези са потрагом за трансплантацијом и да ли да се користе ћелије из коштане сржи или крви из пупчане врпце.[19] Уопштено говорећи, трансплантација даје најбоље резултате када се изврши у раној фази болести (код асимптоматски погођеног брата или сестре детета са лизозомалним поремећајем складиштења).
- Генска терапија, која је за сада експериментална, али у будућности може помоћи у исправљању и соматских и неуролошких абнормалности код поремећаја лизозомског складиштења.[20][21]

Третмани за управљање симптомима болести укључују:
- лекове
- хируршке третмане
- физикалну терапија
- дијализу (третман који уклања токсичне супстанце из тела)